# Maria João Pires
Maria João Pires (Lisboa, 23 de julio de 1944) es una pianista portuguesa.

## Estudios
Dio su primer recital con cinco años y a los siete tocaba en público los conciertos para piano de Wolfgang Amadeus Mozart. Con nueve años recibió el premio de la Juventud Musical Portuguesa. Entre 1953 y 1960, estudió con el profesor Campos Coelho en el Conservatorio de Lisboa, tomando clases de composición, teoría e historia de la música. A continuación prosiguió sus estudios musicales en Alemania, primero en la Musikakademie de Múnich con Rosl Schmid y más tarde en Hannover con Karl Engel.

## Carrera
Maria João Pires posee un amplio repertorio: a lo largo de su carrera ha interpretado obras de Johann Sebastian Bach, Ludwig van Beethoven, Robert Schumann, Franz Schubert, Wolfgang Amadeus Mozart, Johannes Brahms, Fryderyk Chopin y muchos otros compositores de los periodos clásico y romántico. 
Pires adquirió fama internacional al ganar el concurso del bicentenario de Beethoven en 1970, que se celebró en Bruselas. Desde entonces, es invitada con regularidad por las grandes orquestas de muchos países para tocar en salas de concierto de todo el mundo, y actúa regularmente en Europa, Canadá, Japón, Israel y en los Estados Unidos. Ha desarrollado una gran actividad concertística como solista (recitales, conciertos, grabaciones) y como intérprete de música de cámara.
Es la fundadora y directora de la institución pedagógica “Centro de Belgais para el Estudio de las Artes”, en Castelo Branco. En 1989 fue distinguida con el premio Pessoa. En 2006, la pianista decidió fijar su residencia cerca de la ciudad de Salvador de Bahía (Brasil) y actualmente vive en Bélgica.
La artista ha creado con la colaboración de la Chapelle Musicale Reine Elisabeth de Bélgica, en donde es profesora, el Proyecto Partitura, una iniciativa que propicia la escucha recíproca entre músicos de diferentes generaciones delante del público. No se trata de una clase magistral, sino de avalar un joven intérprete y compartir con él escenario, obras, público, nervios y fama. La idea, más o menos sería: “no vendrían a escucharte a ti, pero vendrán a escucharme a mí y yo les obligaré a escucharte a ti”.
El 20 de febrero de 2019 le fue concedido el doctorado honoris causa por parte de la Universidad Pompeu Fabra de Barcelona. Ese mismo año anunció que se retiraba de los grandes escenarios y asumía la dirección artística del Festival de Cerviá de Ter.

## Estilo interpretativo
Su estilo se caracteriza por la delicadeza infinita, la recreación del fraseo desde una perspectiva tan personal como sujeta a las características propias de la música interpretada, la capacidad para "cantar" con el piano sin dejar que se olvide el perfume propio del instrumento, y la búsqueda de una atmósfera concentrada e íntima para sus recitales.
Como dice Daniel Barenboim el piano se toca más con el corazón que con las manos y Pires se caracteriza por seleccionar muy bien su repertorio. Por ejemplo, las dificilísimas tres últimas Sonatas para piano de Beethoven, op. 109, op. 110 y op. 111, que la pianista no llegó a incorporar a su repertorio hasta hace escasos años, y cuya interpretación acompaña de la lectura de cartas del propio Beethoven, convirtiendo sus recitales en experiencias emocionantes.

## Grabaciones
De sus éxitos discográficos cabe destacar las grabaciones "Moonlight" (con sonatas de Beethoven), "Le Voyage Magnifique" (integral de los Impromptus de Schubert), nocturnos y otras obras de Chopin, sonatas de Grieg, y los tríos de Mozart con Augustin Dumay (violín) y Jiang Wang (violonchelo). La revista Gramophone eligió su versión de los nocturnos de Chopin como la mejor disponible.
Otras de sus grabaciones destacadas son las siguientes:
- Chopin, Schubert, Mozart etc: Complete Concerto Recordings On Deutsche Grammophon 2014
- Chopin, Schubert, Mozart etc: Complete Solo Recordings On Deutsche Grammophon 2014
- Mozart: Lieder and Arias [Acompañando a Barbara Hendricks] [EMI]
- Mozart: Piano Sonatas Complete (Denon)
- Beethoven: Piano Concertos 3 & 4 (2014, Onyx Classics)
- Mozart: Piano Concertos 14, 17, 21, & 26 (2013, Deutsche Grammophon)
- Schubert (2013, Deutsche Grammophon)
- Chopin (2008, Deutsche Grammophon)
- Beethoven: Piano Sonatas (2001, Erato)
- Schumann: Piano Concerto, Piano Quintet (2000, Deutsche Grammophon)
- Chopin: Piano Concertos 1 & 2 (1999, Erato)
- Franck, Debussy: Violin Sonatas; Ravel: Berceuse; Habanera; Tzigane (1996, Deutsche Grammophon)
- Mozart: Piano Sonatas K.281, K.282, K.533/K.494 (1993, Deutsche Grammophon)
- Mozart: Piano Sonatas K.331 & 457; Fantasías K.397 & 475 (1990, Deutsche Grammophon)
- Schubert: Sonata; 6 Moments Musicaux; 2 Scherzi (1989, Deutsche Grammophon)
- Mozart: The Great Concertos for Piano (1978, Erato)
- Grandes pianistas del siglo XX. Vol 76. Philips